# Didymopsora paraguayensis
Didymopsora paraguayensis är en svampart som först beskrevs av Speg., och fick sitt nu gällande namn av J.L. Cunn. 1968. Didymopsora paraguayensis ingår i släktet Didymopsora och familjen Pucciniosiraceae.   Inga underarter finns listade i Catalogue of Life.